# Friedensgedächtniskirche (Lauchhammer)

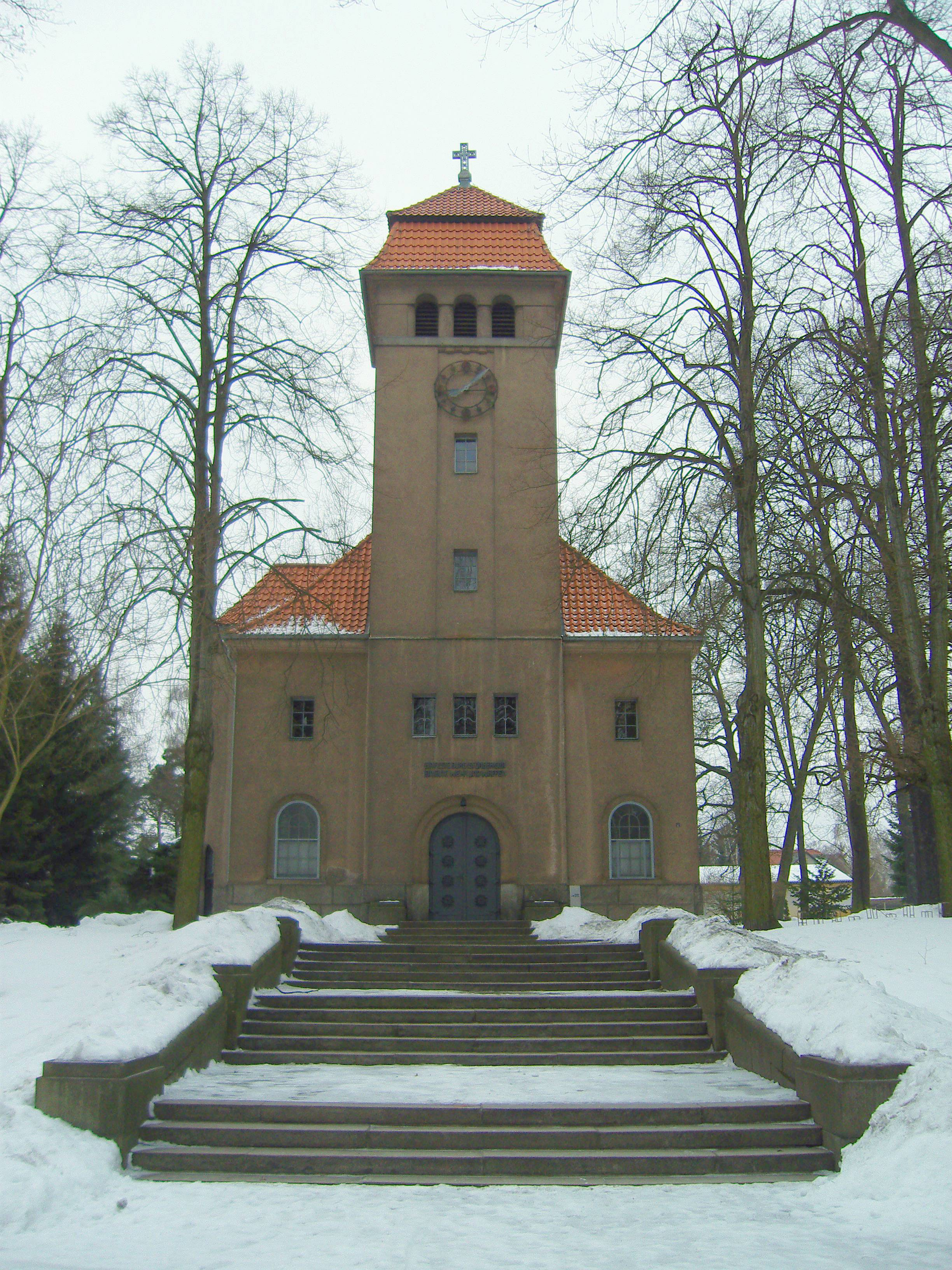
Friedensgedächtniskirche

Die Friedensgedächtniskirche ist ein in der Denkmalliste des Landes Brandenburg eingetragenes Baudenkmal in Lauchhammer-Ost, einem Ortsteil der Stadt Lauchhammer im südbrandenburgischen Landkreis Oberspreewald-Lausitz.
Die Weihe der in den Jahren 1917 und 1918 als „Friedens-Gedächtnis-Kirche“ errichteten Kirche erfolgte am 18. November 1917. Das ursprünglich als Werkskirche und Gedenkstätte errichtete Gebäude wurde nach der Wende in einen Tagungs- und Veranstaltungsort umgewandelt und ist heute unter dem Motto „Kultur erfahren“ kultureller Mittelpunkt des Stadtteils und der Stadt Lauchhammer. Neben der Nutzung für Kleintheater, Kabarett und Filmvorführungen kann die Kirche unter anderem auch noch für Trauungen genutzt werden.

## Baubeschreibung und -geschichte

### Vorgeschichte

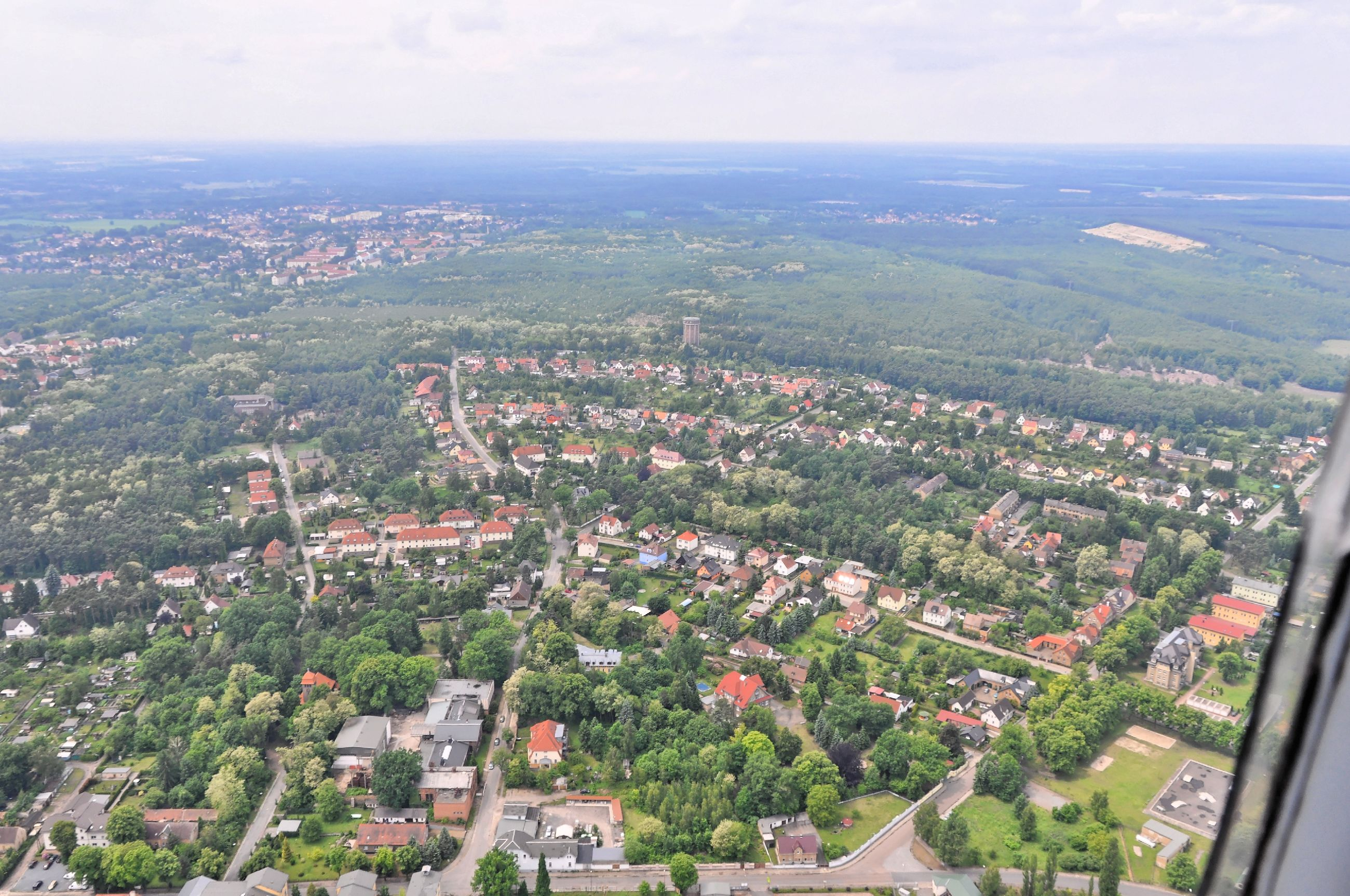
Lauchhammer-Ost (2013)

Der Lauchhammeraner Ortsteil Lauchhammer-Ost entstand 1929 durch die Zusammenlegung des 1418 erstmals erwähnten Dorfes Naundorf und des aufgelösten Gutsbezirks Lauchhammer. Die neue Gemeinde erhielt den Namen Lauchhammer, den 1953 auch die aus der Großgemeinde Lauchhammer entstandene Stadt Lauchhammer übernahm.
Das Siedlungsgebiet um Naundorf und Lauchhammer gehörte ursprünglich zum alten Kirchspiel Bockwitz (heute Lauchhammer-Mitte). 1874 errichtete man neben der örtlichen Schule einen Glockenturm, um dort eine im selben Jahre geschenkte Glocke aufzuhängen. Mit dem Einzug der Industrialisierung im Dorf, die mit der Einrichtung des Lauchhammers im Jahr 1725 durch die Freifrau Benedicta Margareta von Löwendal schon früh begonnen hatte, wuchs die Einwohnerzahl der kleinen Gemeinde stetig. Um 1820 wurden hier für noch Naundorf 130 Einwohner angegeben. Um 1890 sind es 530. Mit der Entdeckung und Förderung der örtlichen Braunkohlevorkommen wuchs die Bevölkerung, wie in allen Orten des Mückenberger Ländchens, dann explosionsartig an, um 1925 auf 4088 Einwohner in Naundorf und dem unmittelbar benachbarten Gutsbezirk.
Eine Kirche vor Ort wurde notwendig. Das Projekt geriet in den Fokus der hier ansässigen und zu dieser Zeit im wirtschaftlichen Aufschwung befindlichen Lauchhammer AG. Sie nahm das Projekt schließlich in Angriff, was zu jener Zeit deutschlandweit als einmalig galt. Es wurde eine Werkskirche für das Lauchhammerwerk errichtet.

### Die Friedensgedächtniskirche als Werkskirche und Gedenkstätte

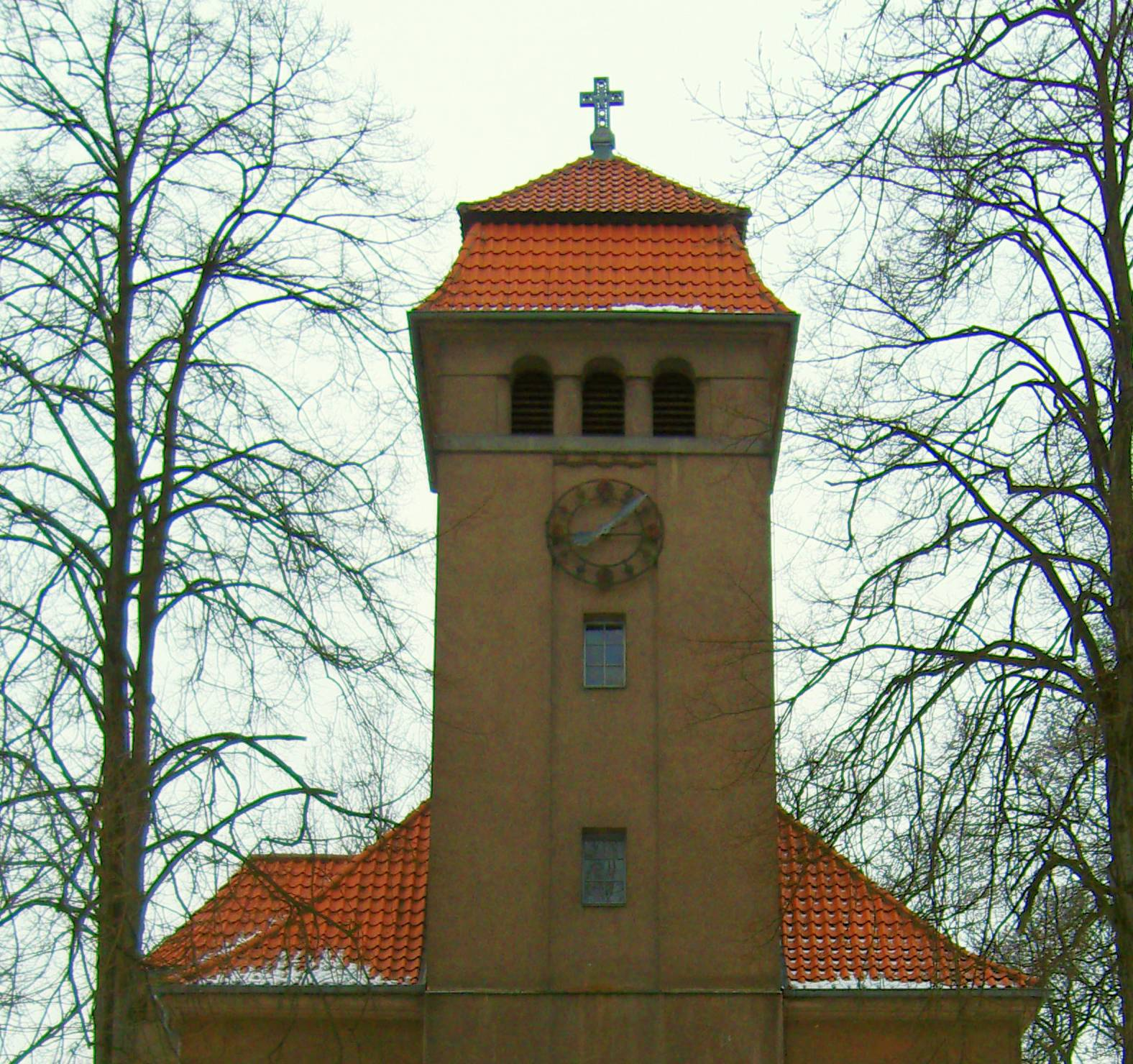
Kirchturm

Bei der in einer parkähnlichen Anlage errichteten Friedensgedächtniskirche handelt es sich um einen rechteckigen und verputzten, mit einem Walmdach und Gauben versehenen Saalbau. Im Osten des Kirchenschiffs ist ein eingezogener 24 Meter hoher Kirchturm mit Mansardzeltdach zu finden. Unterhalb des Glockengeschosses wurde eine Turmuhr eingebaut. Vom Baustil her wird das Bauwerk als „neoromanisch-neobarock“ eingeordnet. Zum auf einer Anhöhe gelegenen Bauwerk gelangt man über eine breite Freitreppe, welche auf der Ostseite her an das Gebäude herangeführt wird.
Das flachgedeckte Innere der Kirche hat sich vom Grundriss her bis in die Gegenwart im ursprünglichen Zustand erhalten. An den Seiten, der unter dem Turm befindlichen Vorhalle, sind ein Treppenhaus sowie eine weitere kleine Halle zu finden, die in der Gegenwart als Veranstaltungsraum dient. Zum westlich des Schiffs gelegenen Altarraum gelangt man durch einen rundbogigen Triumphbogen. Neben dem Altarraum ist eine kleine Sakristei gelegen.
Das Gotteshaus wurde in den Jahren 1916 und 1917 als Werkskirche für das Lauchhammerwerk errichtet. Seine Grundsteinlegung erfolgte am 28. August 1916. Als Baumeister zeichnete ein gewisser Herr Tafel verantwortlich, Bauherr war die Lauchhammer AG. Die Weihe der Kirche erfolgte am 18. November 1917. Ihr Name Friedensgedächtniskirche rührt vom zu Ende gegangenen Ersten Weltkrieg her; sie diente als Mahn- und Ehrenmal für die gefallenen Werksangehörigen und wurde dementsprechend ausgestattet. Constantin von Mitschke-Collande (1912–1983), aus Dresden-Laubegast besorgte die Ausmalung der Kirche. Der Taufstein und der Altar der Kirche bestanden aus Marmor. An den Wänden des Bauwerks befanden sich eiserne Tafeln mit den Namen der Gefallenen. Die Orgel auf der Ostempore schuf der Dresdner Orgelbaubetrieb Gebrüder Jehmlich. Die drei Gussstahlglocken – ein Geschenk des Generaldirektors Wiecke – kamen aus einer Gießerei in Bochum; die Glockengießerei im benachbarten Eisenwerk wurde erst einige Jahre später eingerichtet.
Bereits nach der Machtübernahme der Nationalsozialisten im Jahre 1933 verschwanden Teile der ursprünglichen Ausmalung. Da Werke des Künstlers Constantin von Mitschke-Collande 1937 „Entartete Kunst“ angeprangert wurden, ließ man die beiden mit Davidsternen versehenen Rundfenster im Altarraum zumauern.

### Die Kirche zur DDR-Zeit

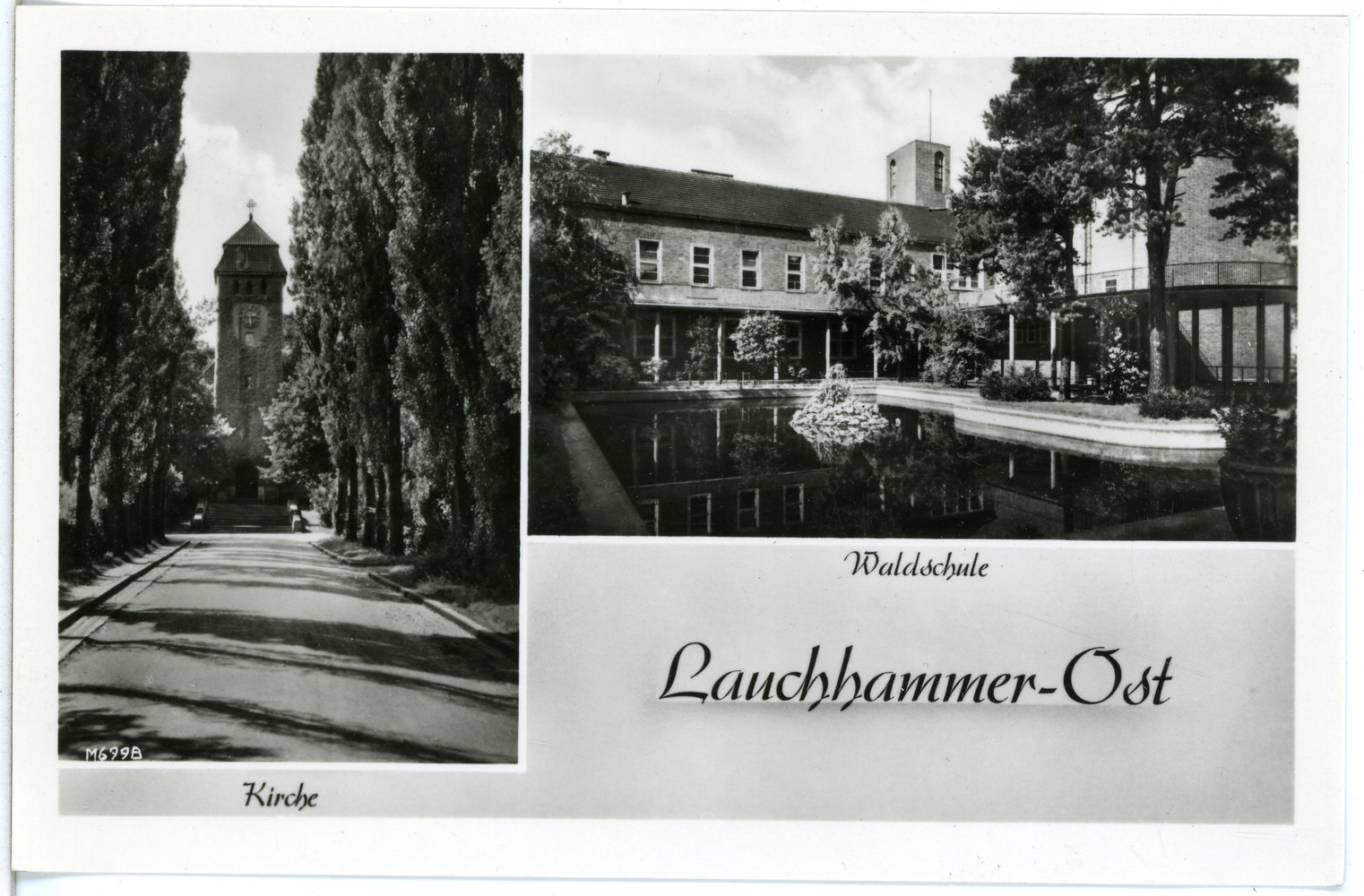
Die Friedensgedächtniskirche auf einer Ansichtskarte, des Meißner Kunstverlags Brück & Sohn. (1956)

Nach dem Ende des Zweiten Weltkrieges wurde die Lauchhammer AG enteignet und die Friedensgedächtniskirche Gemeindeeigentum. In Lauchhammer-Ost erfolgte im Jahre 1951 die Einrichtung einer eigenen Pfarrstelle und bereits ein Jahr zuvor war Lauchhammer Teil der neuen Großgemeinde Lauchhammer geworden, welche 1953 schließlich das Stadtrecht bekam, das der Ortsteil Mückenberg (heute Lauchhammer-West) vor dessen Eingemeindung bereits einige Jahrhunderte innehatte.
Im Zuge einer umfangreichen Innenrenovierung erhielt der Altarraum ein drei Meter hohes Fenster, dessen Buntverglasung durch den Dresdner Maler Rudolf Nehmer (1912–1983) gestaltet wurde. Außerdem verschwanden der marmorne Altar und auch die urnenförmige Taufe, ihr Verbleib ist ungeklärt. Sie wurden aus Holz ersetzt und zusammen mit der Kanzel diesmal durch den Magdeburger Holzbildhauer Ludwig Göbel gestaltet. Auch die Gedenktafeln an den Wänden der Kirche wurden entfernt. Sie standen der neu installierten Beleuchtung im Weg.
Ein Gefallenendenkmal für die beiden Weltkriege ist noch auf dem Gelände des Friedhofs von Lauchhammer-Ost zu finden.

Gefallenendenkmal auf dem Friedhof Lauchhammer-Ost
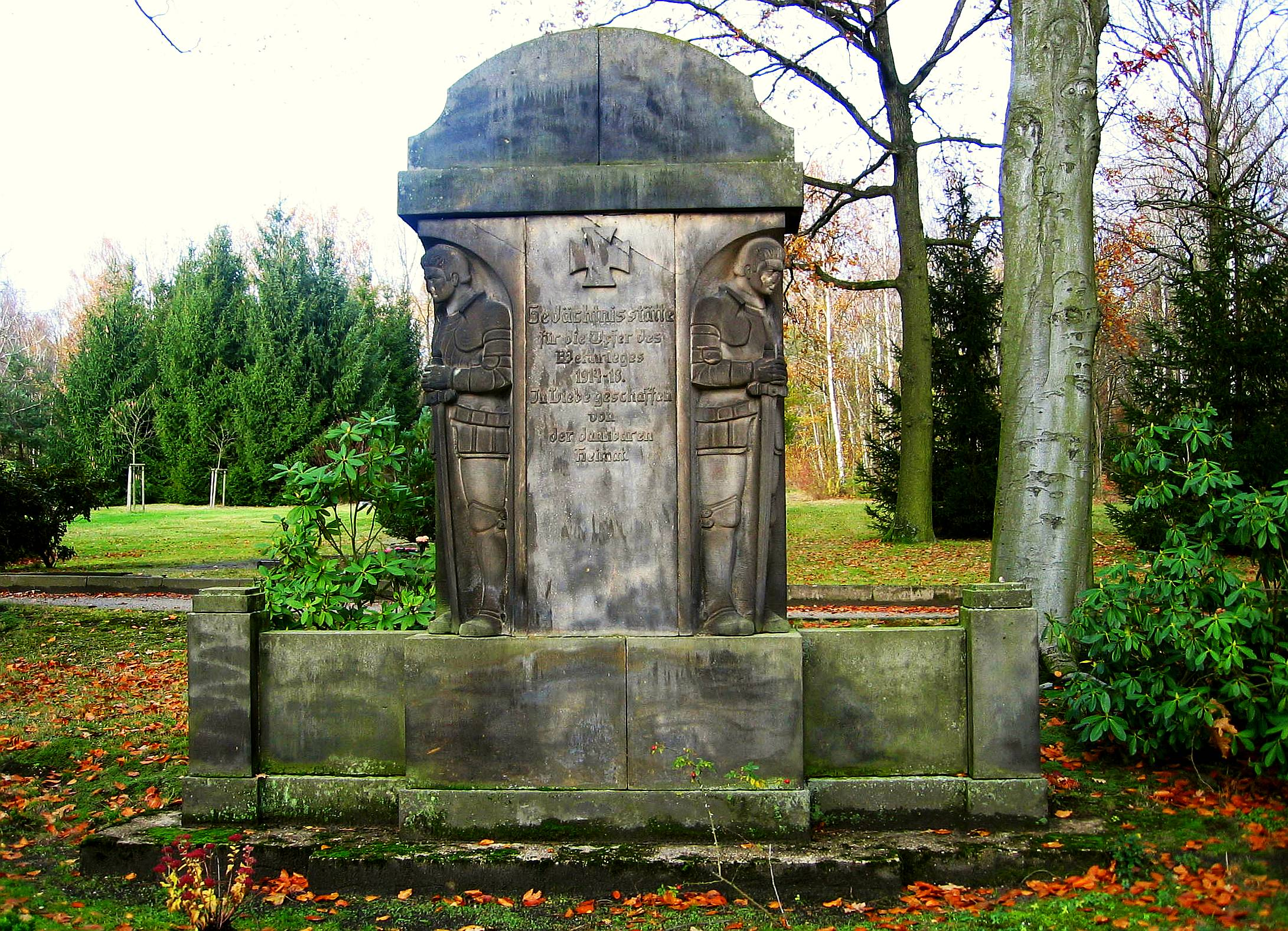
Gefallenendenkmal des Ersten Weltkriegs
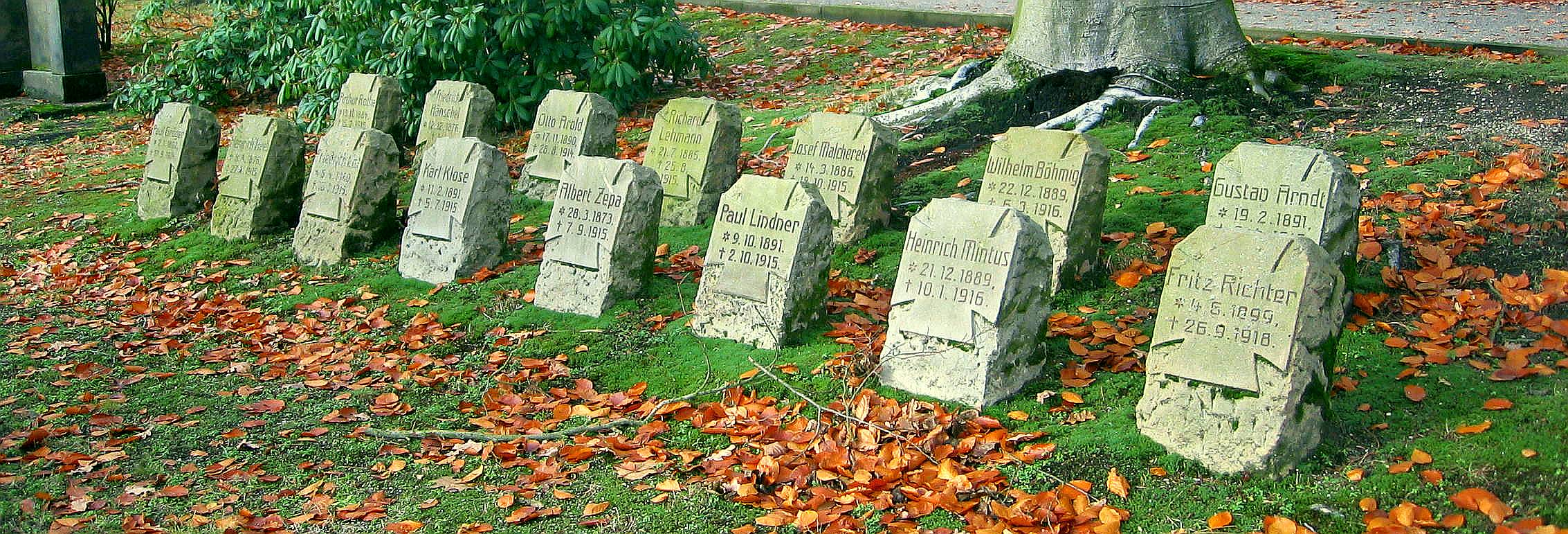
Gräberfeld der Gefallenen des Ersten Weltkriegs auf dem Friedhof in Lauchhammer-Ost
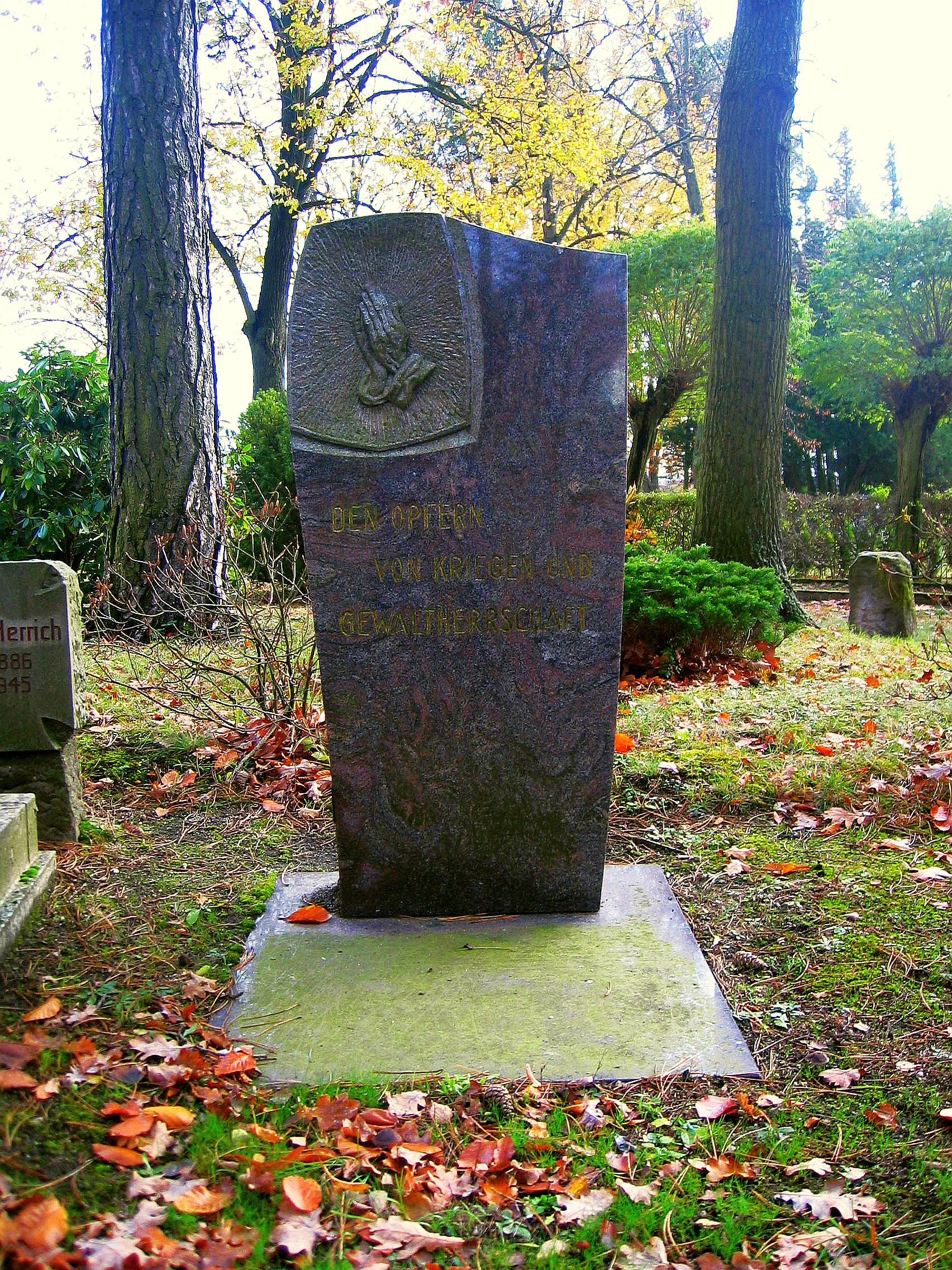
Gedenkstein für Opfer von Krieg und Gewaltherrschaft auf dem Friedhof in Lauchhammer-Ost

### Nutzung als öffentlicher Tagungs- und Veranstaltungsort
Kirchlich wurde das Bauwerk bis 1996 genutzt. Mangels finanzieller Mittel drohte der Verfall des Bauwerks und die evangelische Kirche gab die Nutzung der Kirche auf. 1999 entstand schließlich das Kirchspiel Lauchhammer Ost-Süd-West.
Mit Hilfe der Agentur für Arbeit, Spenden und Eigenmitteln der Wequa folgte eine Sanierung und Umgestaltung der Friedensgedächtniskirche zum Tagungs- und Veranstaltungsort, die Eigentum der Stadt Lauchhammer ist. Seit August 1999 wird sie im Rahmen des Projektes „Haus der Möglichkeiten“ durch die Wirtschaftsentwicklungs- und Qualifizierungs mbH Lauchhammer (WEQUA) betrieben. Die Innenwände des Kirchenschiffs wurden mit Vorhängen behangen.
Seither ist die Kirche ein bedeutender Teil der kulturellen Infrastruktur der Stadt. Zahlreiche Künstler, Politiker und weitere Persönlichkeiten des öffentlichen Lebens traten hier auf. Neben der Nutzung für Kleintheater, Kabarett und Filmvorführungen, kann die Kirche unter anderem auch für Trauungen genutzt werden. Die traditionellen Andachten vor jedem Glockenguss in der benachbarten Glockengießerei Lauchhammer finden hier statt.
Die Jehmlich-Orgel aus dem Jahre 1920 wurde im Jahre 2004 mit Hilfe von Spenden von der Bad Liebenwerdaer Orgelbaufirma Voigt gereinigt und teilrestauriert. Sie besitzt 866 Pfeifen, zwei Manuale und Pedal und wird sporadisch für Konzerte genutzt.
Im Jahre 2015 wurden die Dachgauben saniert.

## Regelmäßige Veranstaltungen in der Friedensgedächtniskirche (Auswahl)
- Alljährliche Barbarafeier des Traditionsvereins Lauchhammer[19]